# Kameltheater Kernhof

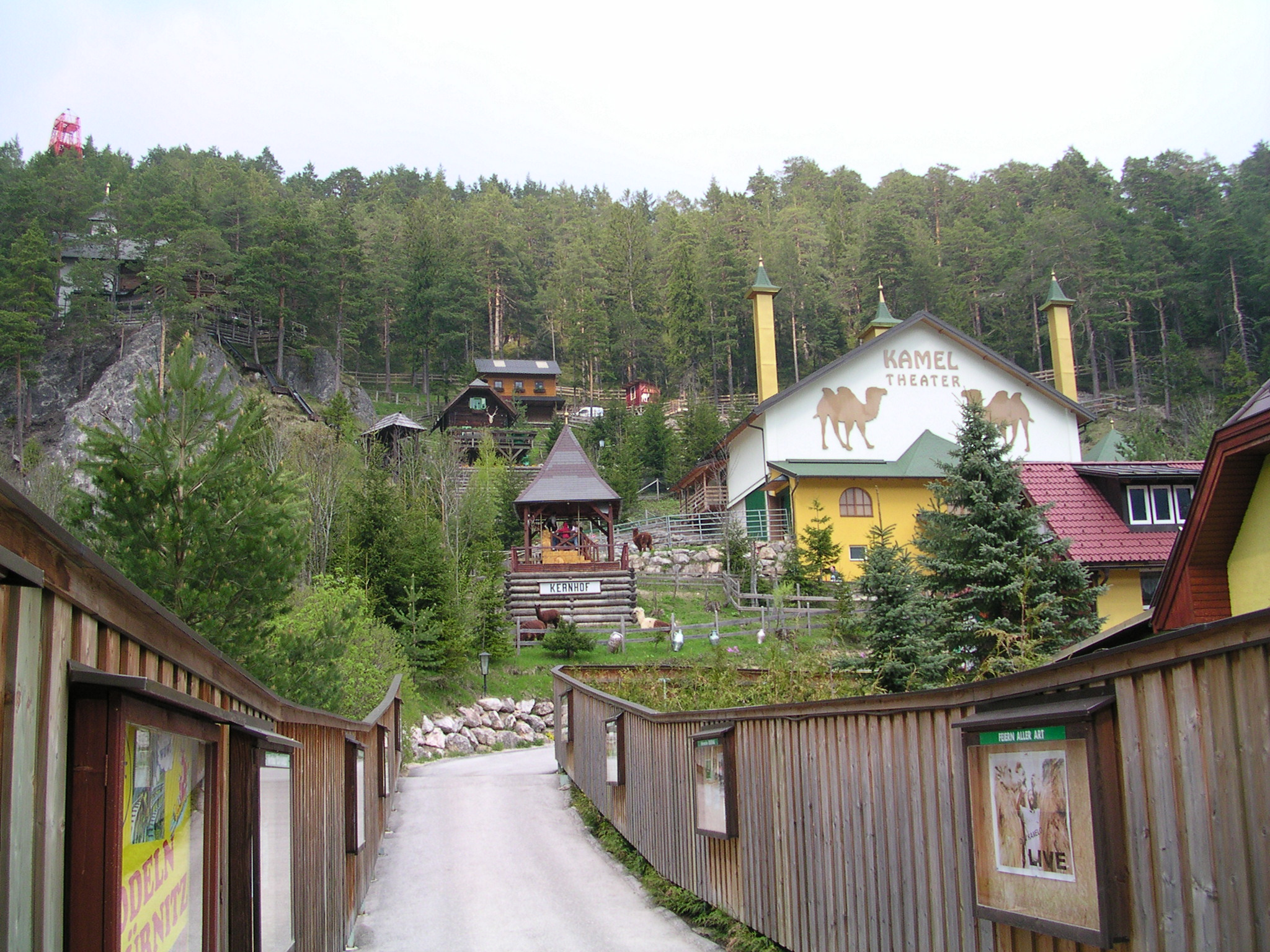
Der Theatereingang mit der Aussichtswarte (links oben)

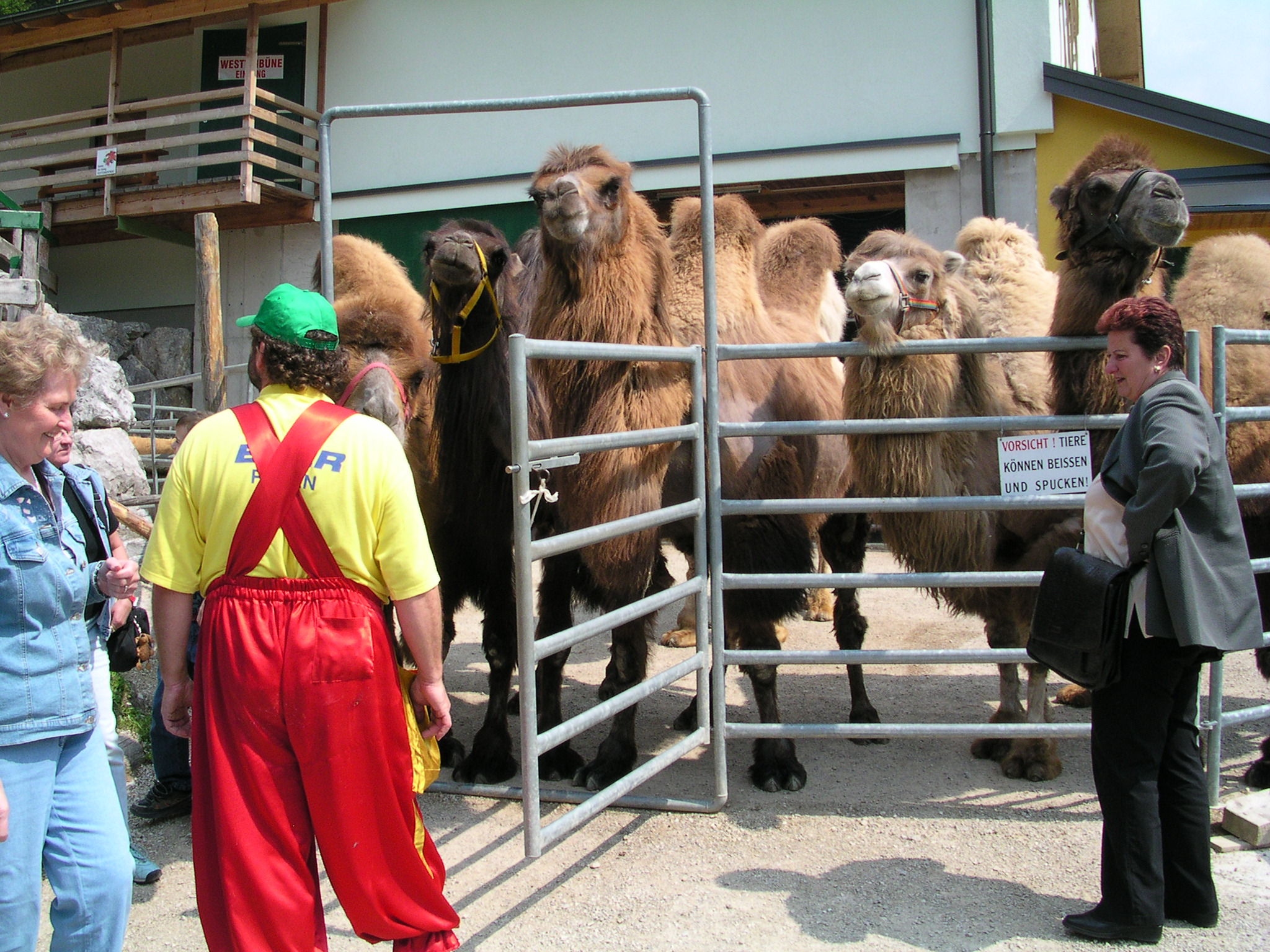
Kamele mit Herbert Eder nach einer Vorstellung im Mai 2006

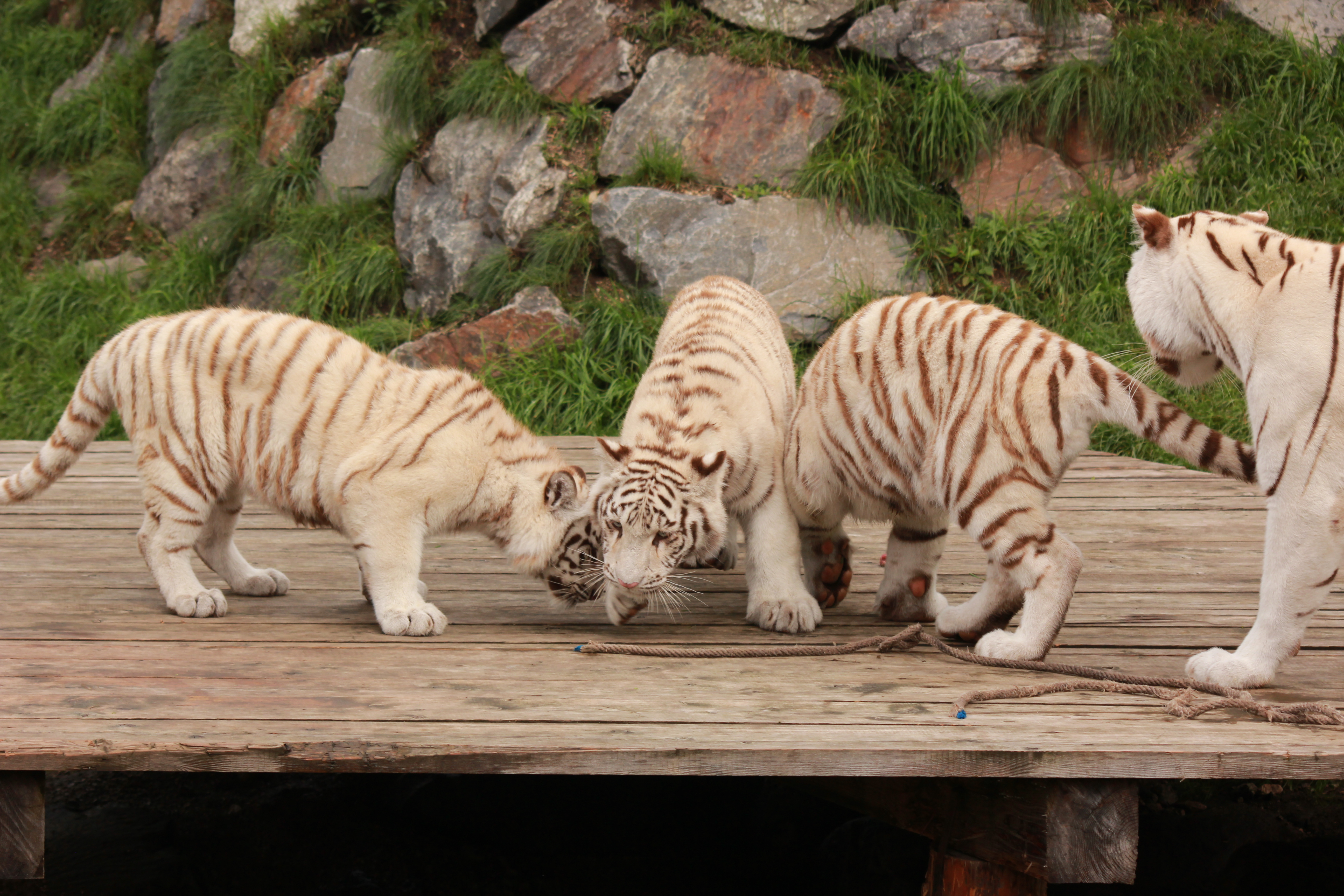
Die weißen Tiger in einem Alter von 10 Monaten im Juli 2012

Das Kameltheater Kernhof ist ein Erlebniszentrum in Kernhof, einem Ort der Gemeinde St. Aegyd am Neuwalde in Niederösterreich, rund 50 km südlich der Landeshauptstadt St. Pölten gelegen.
In dem Theater werden hauptsächlich Kamele gezeigt (genaugenommen zweihöckrige Trampeltiere – diese halten auch die Kälte im Winter in den Voralpen aus), aber auch andere Tiere als Darsteller von einfachen Theaterstücken. Das Kameltheater ist hauptsächlich für Kinder gedacht, hat Platz für etwa 250 Zuschauer und wird nur im Sommerhalbjahr bespielt.
Am höchsten Punkt des Areals befindet sich die rot lackierte Sepp-Forcher-Aussichtswarte. Sie wurde nach dem Fernsehmoderator benannt, der in seiner Sendung Klingendes Österreich das Kameltheater besucht hatte.
Gegründet wurde das Theater vom Reisebüroinhaber Herbert Eder. Die ungewöhnliche Idee fand bald großes Medienecho.
Im Jahr 2005 erhielt das Unternehmen den Niederösterreichischen Tourismuspreis.

## „Weißer Zoo“
Das Theater mit angeschlossenem Tiergarten und alpinem Ambiente hat sich zum Publikumsmagneten entwickelt. Zu den in mitteleuropäischen Zoos seltenen Tieren zählen Albino-Benett-Kängurus oder Chinesische Leoparden. Auch Weiße Tiger, die einzigen in Österreich, und Schneeleoparden, welche in einem internationalen Arterhaltungsprogramm eingebunden sind, werden im Tierpark gepflegt. Im Jahr 2012 kamen junge Schneeleoparden zur Welt. Sie erhielten von den Paten Natalia Ushakova und Thomas Morgenstern die Namen Natascha und Morgi.
Im Jahr 2010 wurde eine weiße Tigerin aus dem deutschen Safaripark Stukenbrock ausgeliehen. Diese brachte im September 2011 drei weiße Jungtiere (zwei Männchen und ein Weibchen) zur Welt. Dies führte zu einem Rechtsstreit zwischen dem Safaripark und dem Kameltheaterbetreiber hinsichtlich des Besitzes der Tiger. Im Juni 2012 kam es zu einer Einigung.
Nach Tigervierlingen im Jahr 2013 wurden im Jahr 2014 als europaweite Sensation sogar gesunde Fünflinge geboren.
Zu den Olympischen Winterspielen in Südkorea wurden dem Bukyeon-Zoo die beiden weißen Tiger Toto und Mia aus dem Vierlingswurf aus dem Jahr 2017 geschenkt.